# Strömungen in Rohrleitungen
Flüssigkeitsströmung in Rohrleitungen bzw. geschlossenen Gerinnen ist eines der drei Strömungsmodelle der Hydrodynamik (neben Strömungen in offenen Gerinnen und Sickerströmungen) und wird auch als Rohrhydraulik bezeichnet.

## Grundlagen
Der Begriff umfasst die Aspekte der Strömungsvorgänge in vollgefüllten Rohrleitungen, das heißt Systemen, bei denen die Flüssigkeit das Rohr (bei technischen Anwendungen) oder Gerinnebett (in der Gewässerkunde) zur Gänze füllt. Strömungen in teilgefüllten Rohrleitungen, Kanälen, Flüssen etc. sind Strömungen in offenen Gerinnen.
Wesentliche Eigenschaften zur Beschreibung einer Rohrströmung sind der Volumenfluss bzw. das Geschwindigkeitsprofil und die Rohrreibungszahl zur Berechnung des Druckabfalls. Im Falle einer laminaren Strömung in einem kreisrunden Rohr lässt sich der Volumenfluss und das Geschwindigkeitsprofil in Abhängigkeit vom Radius des Rohres mit dem Gesetz von Hagen-Poiseuille beschreiben. Die Abhängigkeit der Fließgeschwindigkeit bei veränderlichem Rohrquerschnitt ist als Venturi-Effekt bekannt.
Beispielhaft für solche Strömungsformen sind im Leitungsbau:
- Wasserverteilungssysteme
- Kanalisationen
- Bewässerung
- Anlagenbau
- Druckstollen

In der Hydrologie (Limnologie):
- Phreatische Höhlen
- größere Aquifere (Klüfte)
- Artesische Gewässersituationen

## Stationäre und instationäre Strömungen
Von stationären Verhältnissen spricht man, wenn sich die Strömungsverhältnisse (z. B. Durchfluss Druck) an einem Punkt der Rohrleitung zeitlich nicht ändern. Eine derartige vereinfachende Annahme ist für viele Aufgaben der Hydraulik in Rohrleitungen ausreichend. Die Berechnung derartiger Systeme erfolgt durch Anwendung der Bernoullischen Energiegleichung und Kenntnis z. B. des Verhaltens von Pumpen (siehe z. B. Kreiselpumpe) und Behältern.
Instationäre Bedingungen treten immer dann auf, wenn zeitliche Veränderungen eine Rolle spielen. Ein praktisches Beispiel ist der Druckstoß beim plötzlichen Öffnen oder Schließen eines Ventils. Dabei treten erhebliche dynamische Kräfte (Schläge) auf. Das kann man zum Beispiel bei Wasserschläuchen beobachten oder in Hauswasserleitungen manchmal hören. Dabei können Schäden an Leitungen und Rohrhalterungen entstehen. Besondere Bedeutung hat dies beim Betrieb von Wasserkraftwerken insbesondere bei großen Fallhöhen. Die beim Ein- und Ausschalten von Turbinen bzw. Öffnen und Schließen von Schiebern auftretenden Druckschwankungen werden dabei durch so genannte Wasserschlösser (das sind Ausgleichsbecken) oder durch langsames Verfahren (Öffnen oder Schließen) der Absperrorgane gemildert.
Die Bernoullische Gleichung lautet für instationäre Strömungen inkompressibler reibungsfreier Fluide:
{\displaystyle {\frac {c_{1}^{2}}{2}}+{\frac {p_{1}}{\rho }}+gz_{1}={\frac {c_{2}^{2}}{2}}+{\frac {p_{2}}{\rho }}+gz_{2}+\int _{1}^{2}{\frac {dc}{dt}}\,ds}
Speziell für richtungsstationäre Strömungen (z. B. durch eine starre Leitung) und unter Berücksichtigung von Strömungsverlusten ergibt sich:
{\displaystyle {\frac {c_{1}^{2}}{2}}+{\frac {p_{1}}{\rho }}+gz_{1}={\frac {c_{2}^{2}}{2}}+{\frac {p_{2}}{\rho }}+gz_{2}+{\frac {dc_{n}}{dt}}\int _{1}^{2}{\frac {A_{n}}{A(s)}}\,\mathrm {(} ds)+{\frac {\Delta p_{V1-2}}{\rho }}}
Hierin ist
{\displaystyle c} die Geschwindigkeit des Fluids,
{\displaystyle g} die Schwerebeschleunigung,
{\displaystyle p} der Druck (absolut),
{\displaystyle \rho } (rho) die Dichte des Mediums,
{\displaystyle z} die Höhe über/unter einer Bezugsebene mit gleicher geodätischer Höhe
{\displaystyle A} die Querschnittsfläche des Stromfadens,
{\displaystyle s} die Wegkoordinate,
{\displaystyle \Delta p_{V1-2}} der Druckverlust zwischen den Punkten 1 und 2
Index 1 = ein Punkt des Stromfadens stromauf
Index 2 = ein Punkt des Stromfadens stromab
Index n = ein beliebiger Punkt des Stromfadens zwischen 1 und 2
Für die praktische Berechnung von Rohrströmungen und den damit verbundenen Druckverlusten werden Druckverlustbeiwerte und Rohrreibungszahlen herangezogen.

## Netzformen
Die einfachste Netzform ist die Verbindung von einer Einspeisestelle (z. B. Pumpe oder Behälter) zu einem Verbraucher. Bei Verzweigung eines derartigen Systems zu mehreren Verbrauchern entsteht ein baumförmiges Netz. Derartige Netze können vergleichsweise einfach berechnet werden, besitzen jedoch keine Sicherheiten bei Ausfall von Teilsträngen und führen unter Umständen zu ungleichen Druckverteilungen.
So genannte ringförmige oder vermaschte Netze verbinden die Einspeisestelle(n) und den/die Verbraucher durch mehrere Leitungen. Dadurch kann eine gleichmäßigere Druckverteilung und eine höhere Versorgungssicherheit erreicht werden. Durch die Vermaschung ursprünglich baumförmiger Netze können unter Umständen Versorgungsengpässe gemindert werden. Dabei ist es möglich, dass an mehreren Punkten in das Netz eingespeist wird. Derartige Systeme sind jedoch komplizierter zu berechnen (z. B. mit der Finite-Elemente-Methode oder dem Verfahren nach Cross, das auch in der Baustatik zur Berechnung von Rahmen eingesetzt werden kann).

## Auslegung und Dimensionierung
Die Berechnung der Druckverluste in Rohrleitungen infolge Rohrreibung und aufgrund von Einzelwiderständen hat abhängig vom Medium als inkompressible oder als kompressible Strömung zu erfolgen. Sehr detaillierte Algorithmen existieren beispielsweise für Teilstrecken und für kleine Netze zum Selbstprogrammieren.